# Jean Sarrus (acteur)
Pour les articles homonymes, voir Jean Sarrus.
Jean Sarrus, né le 11 mai 1945 à Puteaux et mort le 19 février 2025 à Civrieux (Ain), est un comédien, réalisateur et musicien français, membre du groupe musical et humoristique Les Charlots, très populaire en France et à l'étranger (notamment en URSS et en Inde) dans les années 1970. Il participe à toutes les formations du groupe pendant près de soixante ans.

## Biographie
Jean Sarrus qui joue de la guitare basse rencontre  Gérard Rinaldi joueur de saxophone. En 1963, ils fondent le groupe Les Rebelles  auquel se joignent Gérard Filippelli, Luis Rego et Donald Rieubon. Le groupe adopte aussi le nom Les Tarés, lorsqu'il accompagne Ronnie Bird. En 1964, Rinaldi quitte un temps le groupe pour accompagner Dick Rivers et diriger ses musiciens, avant de le réintégrer. Le groupe rock, qui végète et tourne dans de petits clubs de province, est recruté par Christian Fechner directeur artistique des disques Vogue sous le nouveau nom Les Problèmes et ils accompagnent notamment le chanteur Antoine. Devenus Les Charlots en 1966, ils deviennent très populaires dans la décennie suivante et jouent dans plusieurs films comiques qui sont parmi les plus grands succès commerciaux du cinéma français de cette époque. 

Jean-Guy Fechner, Gérard Filippelli, Jean Sarrus et Gérard Rinaldi en 1974.

Plus tard, Jean Sarrus qui a été indissociable du groupe durant toutes ces années, réalise le film Le Retour des Charlots, sorti en 1992, mais Gérard Rinaldi refuse de participer au projet. Le film est un échec cuisant qui endette Jean Sarrus pour de longues années.
En 1993, il accepte l'aide de l'association La roue tourne, de Janalla Jarnach, qui vient en aide aux acteurs dans le besoin ou la nécessité. Très impliquée dans l'association, l'actrice Josiane Balasko lui donne un rôle dans son film, Un grand cri d'amour, en 1997.
Il sort une biographie du groupe, avec la participation de Gérard Rinaldi. En 1996, il joue le rôle d'un barman dans la série Élisa, un roman photo.
Passionné de musique country, il participe à la création du festival country de Mirande en 1993.
En 2009, Jean Sarrus et son compère Gérard Rinaldi rejoignent la tournée Âge tendre et têtes de bois.
La mort de Gérard Rinaldi en 2012 est pour lui une double peine : il perd l'un de ses meilleurs amis, avec qui il s'était réconcilié en 2006. Sa disparition annonce également la fin des Charlots, dont Rinaldi était l'âme et le moteur, d'autant qu'en 2009, il fut question de reconstituer le groupe, pour réaliser une suite au film Le Grand Bazar. Le projet ne verra jamais le jour.

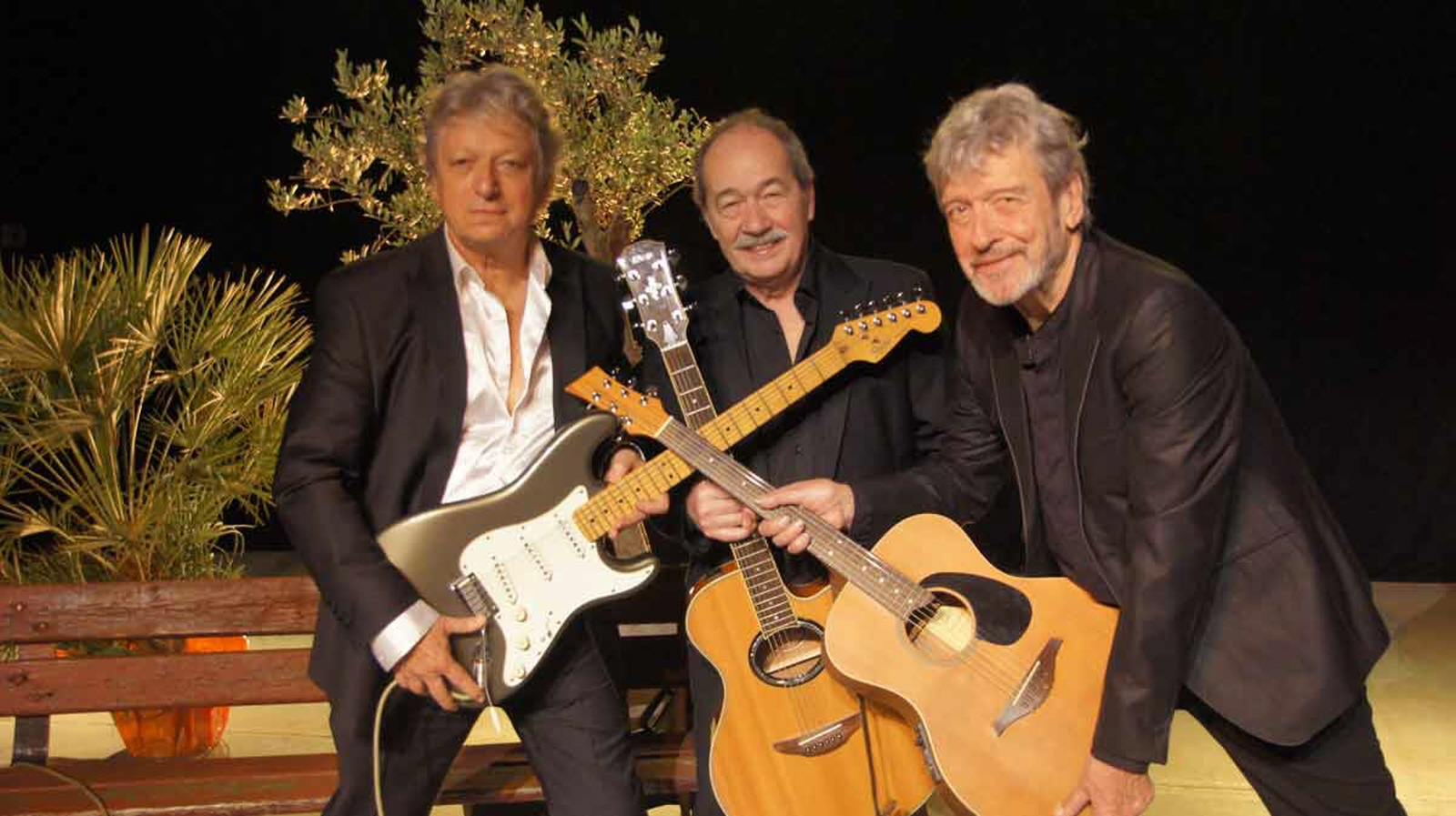
Le trio des Vieilles fripouilles avec Alain Turban, Jean Sarrus et Gilles Dreu.

Depuis la mort de Gérard Rinaldi, Jean Sarrus anime quelques galas en mémoire du groupe en racontant leur histoire et en chantant les anciennes chansons. Il sort à la fin 2012 son nouveau livre Définitivement Charlots.
En février 2013, il participe au premier Festival des Charlots à Trazegnies en Belgique, en compagnie de Jean-Guy Fechner et de Richard Bonnot. En avril 2014, à l'occasion du second festival, il remonte sur scène avec les mêmes complices.
En 2016, les Charlots sont officiellement reformés pour fêter le cinquantième anniversaire du groupe. Des concerts sont prévus en 2017 et 2018, ainsi qu'un nouvel album.
En 2017, s'inspirant du trio Les Vieilles Canailles, il crée, avec ses amis Alain Turban et Gilles Dreu, le trio musical Les Vieilles Fripouilles, qui sillonne la France avec un spectacle musical et humoristique.
Il subit un AVC en 2022. L'année suivante, lors du troisième festival consacré au groupe, il donne l'ultime concert des Charlots, chantant d'anciens titres et ceux du dernier album récemment sorti. Au printemps 2024, avec Jean-Guy Fechner, il est l'invité du festival CineComedies de Lens pour une projection des Fous du stade (1972), en cette année de Jeux olympiques.
Jean Sarrus meurt à l'âge de 79 ans des suites d'un cancer du cerveau à son domicile de Blesle en Haute-Loire dans la matinée du 19 février 2025,.

## Filmographie

### Cinéma
- 1970 : La Grande Java de Philippe Clair
- 1971 : Les Bidasses en folie de Claude Zidi
- 1972 : Les Fous du stade de Claude Zidi
- 1972 : Les Charlots font l'Espagne de Jean Girault
- 1973 : Le Grand Bazar de Claude Zidi
- 1973 : Je sais rien, mais je dirai tout de Pierre Richard - non crédité
- 1974 : Les Quatre Charlots mousquetaires d'André Hunebelle
- 1974 : À nous quatre, Cardinal ! d'André Hunebelle
- 1974 : Les bidasses s'en vont en guerre de Claude Zidi
- 1975 : Bons Baisers de Hong Kong d'Yvan Chiffre
- 1975 : Trop c'est trop de Didier Kaminka
- 1978 : Et vive la liberté ! de Serge Korber
- 1979 : Les Charlots en délire d'Alain Basnier
- 1980 : Les Charlots contre Dracula de Jean-Pierre Desagnat - également scénariste
- 1983 : Le Retour des bidasses en folie de Michel Vocoret
- 1984 : Charlots Connection de Jean Couturier
- 1992 : Le Retour des Charlots - également scénariste et réalisateur
- 1997 : Un grand cri d'amour de Josiane Balasko
- 2022 : Les Vieux Fourneaux 2 : Bons pour l'asile de Christophe Duthuron

### Télévision
- 1969 : L'Homme qui venait du Cher de Pierre Desfons : Jean
- 1970 : Un incertain sourire de Robert Bober
- 1970 : Les Saintes Chéries de Jean Becker, épisode : Ève et son premier client
- 1985 : Demain c'est dimanche : présentation
- 1996 : Élisa, un roman photo : André
- 1996 : Le Miracle de l'amour : épisode 144, un sans-abri en prison (non crédité)
- 1997 : Sous le soleil
- 1998 : Les Années bleues : le réparateur de télé
- 1998 : This Could Be the Last Time : le père de Jean-Pierre
- 1999 : La Kiné : M. Peilleix

De 1966 à 2012, Jean Sarrus a participé à plus de 600 émissions en tant que membre des Charlots, soit comme invité, soit comme présentateur.

## Théâtre
- 1978 : La Cuisine des anges d'Albert Husson, mise en scène Francis Joffo, théâtre des Célestins puis en tournée[13]
- 2013 - 2014 : Une clé pour deux de John Chapman et David Freeman (en), mise en scène Michel Jeffrault, tournée

## Discographie
Jean Sarrus a aussi composé la musique de quatre films du groupe : Les Fous du stade, Les Charlots font l'Espagne, Bons Baisers de Hong Kong et Le Retour des Charlots.
En janvier 1970, il publie un single chanté en duo avec Janet Woollacott sous le nom de Jean et Janet. Les deux titres, Je T’aime…Normal et Super-Gangsters sont signés Rinaldi et Filippelli.
Le 1er avril 2016, paraît la compilation des Charlots Le very maxi meilleur de la crème du top incluant un CD de Jean Sarrus en solo : Quand la mer monte, Le bistrot de l'océan, L'air de la garrigue, La Pitchourie, Viens boire un petit coup à la maison, La queuleuleu, La fête au village, La chenille, Agadou (Pousse l'ananas et mouds le café), La file indienne, Darla dirladada, Salade de fruits, Le rire du sergent, Le travail c'est la santé, Incendie à Rio, Allez à l'eau, À Joinville-le-Pont, Comme de bien entendu, Ha le petit vin blanc (avec André Bézu), Tout va très bien madame la marquise (avec Bernard Ménez).

## Publications
- Jean Sarrus, Les Charlots 120 ans de conneries, Scarabée & Compagnie, 1984
- Jean Sarrus, 100 % Charlots, Ramsay, 2004
- Jean Sarrus, Définitivement Charlots, éditions Grrr... Art, 2012
- Jean Sarrus (scénario), Sandra Mainguené (scénario),  Jérôme Eho (dessin, couleur), La grande Blanchisserie (bande dessinée), éditions Grrr... Art, 2012[14]

## Radio
L'été 2007, il accepte d'être le parrain de l'émission de radio Apéro beach, diffusée sur Estivales FM à Perros-Guirec qui deviendra Station Millenium (Podcast à 1h57)
En 2013, il fait partie des « sociétaires » des Grosses têtes.